# Kertel
 (septembre 2018).
Kertel est un opérateur de télécommunications français, créé en 1999, proposant des offres de téléphonie fixe, mobile et d'accès Internet pour les entreprises.

## Historique
Entre 1999, année de création de la marque Kertel[réf. nécessaire] et 2018, l'entreprise a évolué et grandi à la fois de manière organique et au travers d'acquisitions dans le domaine de la téléphonie pour devenir aujourd'hui une entreprise de 110 personnes fédérées autour d'une ambition commune. 
 (mai 2021).
1999 : Leader des cartes téléphoniques prépayées sur le marché français.[réf. souhaitée]
2005 : IC TELECOM lance son offre CENTREX et se positionne en tant que précurseur sur ce marché.
2006 : IC TELECOM devient MVNO sur les réseaux ORANGE et SFR et lance une des premières offres de convergence Fixe / Mobile.
2011 : Lionel Rozenberg (actuel président) fait l'acquisition des actifs de la société Kertel (mise en liquidation la même année).
2012 : Lionel Rozenberg fait l'acquisition des actifs de la société IC TELECOM (mise en liquidation la même année) : le groupe opère un virage stratégique en anticipant le déclin du marché des cartes téléphoniques et se positionne désormais comme l'opérateur multi-services à destination des professionnels (TPE, PME, professions libérales...).
2017 : Kertel devient la marque unique de toutes les activités télécom du groupe, qui rassemble 110 personnes en France pour 3 000 entreprises clientes et 35 000 utilisateurs.
2022-06 : Kertel rejoint le groupe Nomotech. En 2023, la marque Kertel est remplacée par Nomotech à la suite de l'intégration dans le groupe.